# Campanula paradoxa
Campanula paradoxa är en klockväxtart som beskrevs av Alfred Alekseevich Kolakovsky. Campanula paradoxa ingår i släktet blåklockor, och familjen klockväxter. Inga underarter finns listade i Catalogue of Life.